# Tephriopis
Tephriopis is een geslacht van vlinders uit de familie van de spinneruilen (Erebidae), uit de onderfamilie van de Anobinae. Dit geslacht is voor het eerst wetenschappelijk beschreven door George Francis Hampson in een publicatie uit 1926.
Dit geslacht is monotypisch, dat wil zeggen dat het maar één soort heeft namelijk Tephriopis divulsa (Walker, 1865) uit het Oriëntaals gebied.